# Loxospora cyamidia
Loxospora cyamidia är en lavart som först beskrevs av Stirt., och fick sitt nu gällande namn av Kantvilas. Loxospora cyamidia ingår i släktet Loxospora och familjen Sarrameanaceae.   Inga underarter finns listade i Catalogue of Life.